# Wim van het Schip
Willem Frederik Hendrik (Wim) van het Schip (Amsterdam, 22 juni 1918 - aldaar, 23 maart 1984) was een Nederlands politicus.
Van het Schip was een CPN-Tweede Kamerlid. Hij was een Amsterdamse timmerman en directeur van dagblad 'De Waarheid'. Hij was als Kamerlid woordvoerder volkshuisvesting. Tevens was hij enkele jaren voorzitter van de vaste commissie voor milieuhygiëne en later, als eerste communist, een van de ondervoorzitters van de Tweede Kamer.
- Biografisch Portaal: 89244765
- Parlement.com: vg09ll7lwqzi